# Krasne (Rzeszów)
Pour les articles homonymes, voir Krasne.
Krasne est une localité polonaise, siège de la gmina de Krasne, située dans le powiat de Rzeszów en voïvodie des Basses-Carpates.